# Przyrowo
Przyrowo (niem. Groß Hammerbach) – wieś w Polsce położona w województwie zachodniopomorskim, w powiecie świdwińskim, w gminie Połczyn-Zdrój.
Zobacz też: Przyrów